# Каннара
Ка́ннара, или ка́ннада (самоназвание — ಕನ್ನಡಿಗರು каннадига) — дравидийский народ в Южной Индии, основное население штата Карнатака. Проживают также в смежных областях штатов Андхра-Прадеш, Махараштра, Тамилнад и в крупных городах. Общая численность — около 44 миллионов человек (1970 — около 22 млн, 1988 — около 32 млн).
По антропологическому типу неоднородны, большинство являются представителями южноиндийской (дравидийской) расы, значительная часть имеет европеоидную примесь.
Язык — каннада, относится к тамильско-каннадской группе южной ветви дравидийской семьи языков, имеет собственную письменность и литературу. В пограничных районах ареала расселения распространены языки телугу, маратхи и тамильский.
Преобладающая религия — индуизм; часть каннара исповедует также джайнизм, христианство и ислам суннитского толка (последний — в основном в городах).